# روشچا
روشچا (انگلیسی: Roshcha) یک شهرک در شهرستان بلورتسکی باشقیرستان کشور روسیه است.